# Theingon
Theingon est un village situé dans le canton de Mingin, dans le district de Kale, dans la région de Sagaing, dans l'ouest de la Birmanie. Il se trouve sur la rive de la rivière Chindwin, juste au nord-est de Mingin.